# Passiflora jatunsachensis
Passiflora jatunsachensis är en passionsblomsväxtart som beskrevs av M. Schwerdtfeger. Passiflora jatunsachensis ingår i släktet passionsblommor, och familjen passionsblomsväxter. Inga underarter finns listade i Catalogue of Life.

## Bildgalleri

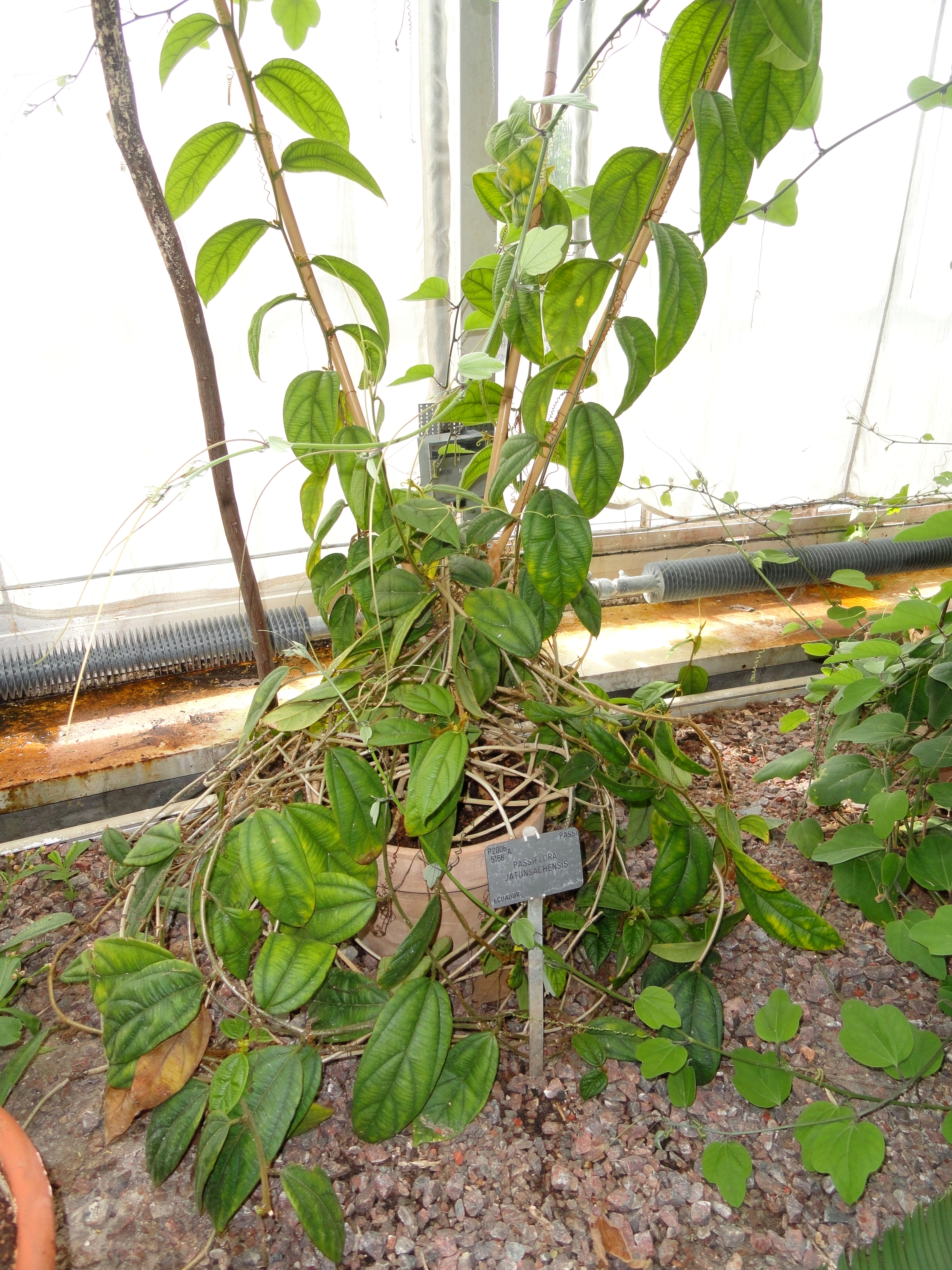